# Stephen Tobolowsky
Stephen Tobolowsky est un acteur et réalisateur américain, né le 30 mai 1951 à Dallas, au Texas.
Il débute en 1977 dans le film Ne refermez pas ma tombe, avant de connaître le succès via les films Swing Shift (1984), Philadelphia Experiment  (1984), Nobody's Fool (1986), La Folle Histoire de l'espace (1986), Mississippi Burning (1988), Thelma et Louise (1990), Basic Instinct (1992), J.F. partagerait appartement (1992), Un jour sans fin (1993), My Father, ce héros (1994), Meurtre à Alcatraz (1995), Mr. Magoo (1997), Memento (2000), Les Country Bears (2002), National Security (2003), Freaky Friday : Dans la peau de ma mère (2004), Rendez-vous avec une star (2004), Garfield, le film (2004), Miss FBI - Divinement armée (2005), Playboy à saisir (2006) ou encore Lucky Girl (2006).
En parallèle, il prête sa voix à de nombreux films d'animations à succès tels que : L'Incroyable Voyage 2 : À San Francisco (1996), Le Petit Grille-pain courageux : Objectif Mars (1998), The Jungle Book: Mowgli's Story (1998), Robots (2005) ou encore M. Peabody et Sherman : Les Voyages dans le temps (2014).
En 2022, il est crédité dans plus de 275 œuvres.

## Biographie
Stephen Harold Tobolowsky grandit au Texas dans une famille originaire de Pologne.
Depuis 1988, il est marié avec la comédienne Ann Hearn.

## Carrière
Il commence sa carrière de comédien au théâtre au Southern Methodist University. Au cinéma, il tient son premier rôle important en 1992, dans Basic Instinct réalisé par Paul Verhoeven au côté de Michael Douglas et Sharon Stone, où il incarne un psychiatre.
En 1993 dans Un jour sans fin, il joue un assureur voulant absolument vendre ses contrats au présentateur météo Phil Connors (Bill Murray) qui est son ancien camarade de classe.
En parallèle, il prête sa voix à de nombreux films et récits d'animations à succès tels que : L'Incroyable Voyage 2 : À San Francisco (1996), Le Petit grille-pain courageux - Objectif Mars (1998)  ou encore The Jungle Book: Mowgli's Story (1998).
Il apparaît en 2000 dans le thriller psychologique Memento réalisé par Christopher Nolan.
Il obtient également des rôles importants dans les blockbusters National Security (2003), Freaky Friday : Dans la peau de ma mère (2004), Rendez-vous avec une star (2004), Miss FBI - Divinement armée (2005), Playboy à saisir (2006) ou encore  Lucky Girl (2006).
Il est présent dans plusieurs séries télévisées américaines célèbres telles que Entourage, Californication, Heroes, Glee , Silicon Valley.
En 2018, Il apparait dans le téléfilm à succès S.O.S Chasseurs de monstres, aux côtés de la chanteuse Austin St. John et Tara McDonald, qui obtient une première diffusion française le 31 octobre 2018 sur Gulli.

## Filmographie

### Comme acteur

#### Cinéma
- 1976 : Keep My Grave Open : Robert
- 1984 : Swing Shift : French de Mille / Narrateur de documentaire
- 1984 : Philadelphia Experiment (The Philadelphia Experiment) : Barney
- 1986 : Nobody's Fool : Kirk
- 1987 : La Folle Histoire de l'espace (Spaceballs) : Capitaine du Guard
- 1988 : Two Idiots in Hollywood (en) de Stephen Tobolowsky : Procureur
- 1988 : Mississippi Burning : Clayton Townley
- 1989 : Checking Out de  David Leland : Pharmacien
- 1989 : Great Balls of Fire! : Jud Phillips
- 1989 : Un héros comme tant d'autres (In Country) de Norman Jewison : Pete
- 1989 : Breaking In : Avocat du district
- 1990 : Mirror Mirror : M. Anderson
- 1990 : Comme un oiseau sur la branche (Bird on a Wire) : Joe Weyburn
- 1990 : Les Arnaqueurs (The Grifters) : Bijoutier
- 1990 : Drôle d'amour (Funny About Love) : Hugo
- 1990 : Roxy est de retour (Welcome Home, Roxy Carmichael) de Jim Abrahams : Maire Bill Klepler
- 1991 : Thelma et Louise de Ridley Scott : Max
- 1991 : Wedlock de Lewis Teague : Warden Holliday
- 1992 : Les Aventures d'un homme invisible (Memoirs of an Invisible Man) : Warren Singleton
- 1992 : Basic Instinct de Paul Verhoeven : Dr Lamott
- 1992 : J.F. partagerait appartement (Single White Female) : Mitch Myerson
- 1992 : Les Experts (Sneakers) : Dr Werner Brandes
- 1992 : Break Out (Where the Day Takes You) : Charles
- 1992 : Héros malgré lui (Hero) : James Wallace, manager de la station Channel 4
- 1992 : Roadside Prophets : Ranger Bob
- 1993 : Un jour sans fin (Groundhog Day) : Ned Ryerson
- 1993 : The Pickle : Mike Krakower
- 1993 : Calendar Girl : Antonio Gallo
- 1993 : Romeo pris au piège (Romeo Is Bleeding) : Avocat du district
- 1993 : Josh and S.A.M. de Billy Weber (en) : Thomas « Thom » Whitney
- 1994 : Trevor : Père Jon
- 1994 : My Father, ce héros (My Father the Hero) : Mike
- 1994 : Radioland Murders : Max Applewhite
- 1995 : Meurtre à Alcatraz (Murder in the First) : M. Henkin
- 1995 : Dr. Jekyll et Ms. Hyde : Oliver Mintz
- 1996 : L'Incroyable Voyage 2 : À San Francisco (Homeward Bound II: Lost in San Francisco) de David Richard Ellis : 'Bando (voix)
- 1996 : Power 98 : Rick Harris
- 1996 : L'Ombre blanche (The Glimmer Man) : Christopher Maynard
- 1997 : The Curse of Inferno : Lonnie Martin
- 1997 : Boys Life 2 : Père Joe (segment Trevor)
- 1997 : An Alan Smithee Film (An Alan Smithee Film: Burn Hollywood Burn) : Bill Bardo
- 1997 : Mr. Magoo : Agent Chuck Stupak du FBI
- 1998 : Black Dog de Kevin Hooks : ATF Agent McClaren
- 1998 : Le Petit grille-pain courageux - Objectif Mars (The Brave Little Toaster Goes to Mars) (vidéo) : Calculateur (voix)
- 1998 : The Jungle Book: Mowgli's Story (vidéo) : Tabaqui la Hyène (voix)
- 1999 : Around the Fire : Doc
- 1999 : One Man's Hero : Capt. Gaine
- 1999 : Révélations (The Insider) : Eric Kluster
- 2000 : Urban Chaos Theory : Le mari
- 2000 : Sleep Easy, Hutch Rimes : Dewey Wise
- 2000 : Bossa Nova et vice versa (Bossa Nova) : Trevor
- 2000 : Vengeance au bout du fil (The Operator) : Doc
- 2000 : Stanley's Gig : Abe Cohen
- 2000 : Manigance (The Prime Gig) : Mick
- 2000 : Memento : Sammy
- 2001 : Ritual : Dr Javitz
- 2001 : Va te faire voir Freddy ! (Freddy Got Fingered) : Oncle Neil
- 2001 : It Is What It Is : Dr Martin Ullberg
- 2002 : Love Liza : Tom Bailey
- 2002 : Par 6 : T.T. Riley
- 2002 : Les Country Bears (The Country Bears) : Norbert Barrington
- 2003 : National Security : Billy Narthax
- 2003 : Hôtesse à tout prix (View from the Top) : Frank Thomas
- 2003 : Freaky Friday : Dans la peau de ma mère (Freaky Friday), de Mark Waters : Mr Bates
- 2004 : Debating Robert Lee (nl) de Dan Polier : Juge no 1
- 2004 : Rendez-vous avec une star (Win a Date with Tad Hamilton!) : George Ruddy
- 2004 : Frankie and Johnny Are Married : Murray Mintz
- 2004 : Garfield, le film (Garfield) : Happy Chapman
- 2004 : Les Ex de mon mec (Little Black Book) : Carl
- 2005 : Robots : Bigmouth Executive / Forge (voix)
- 2005 : Miss FBI - Divinement armée (Miss Congeniality 2: Armed & Fabulous) : Tom Abernathy
- 2005 : The Importance of Blind Dating : Patrick
- 2005 : Living 'til the End : Dr Shaw
- 2006 : The Sasquatch Dumpling Gang : Ernie Dalrymple
- 2006 : Playboy à saisir (Failure to Launch) : Bud
- 2006 : Boxboarders! : Dr James
- 2006 : Love Hollywood Style : Marty Greenbaum / Devil
- 2006 : Pope Dreams : Carl Venable
- 2006 : Lucky Girl
- 2008 : Beethoven : Une star est née ! ( (Beethoven's Big Break) : Sal
- 2009 : Hors du temps : Dr David Kendrick
- 2010 : Peep World de Barry W. Blaustein (en)
- 2010 : Buried : Alan Davenport
- 2010 : La Tribu arc-en-ciel (The Rainbow Tribe) : Le proviseur
- 2016 : The Confirmation de Bob Nelson : Père Lyons
- 2018 : S.O.S Chasseurs de Monstres de Jason Murphy : M. Philips
- 2019 : La Fracture (Fractured)  de Brad Anderson : Dr Berthram
- 2025 : Freaky Friday 2 : Encore dans la peau de ma mère (Freakier Friday) de Nisha Ganatra : M. Bates

#### Télévision
- 1983 : Cocaine and Blue Eyes : réceptionniste TV
- 1989 : Le Combat de Jane Roe (Roe vs. Wade) : Darryl Horwath
- 1990 : To the Moon, Alice : producteur de sitcom
- 1990 : Last Flight Out : Dr Timothy Brandon
- 1991 : Perry Mason: The Case of the Maligned Mobster : Sergent Phil Baranski
- 1991 : Tagget : Al Hentz
- 1991 : Deadly Medicine : Ron Sutton
- 1991 : La Cicatrice de la honte (The Marla Hanson Story) : Avocat de la défense
- 1991 : Seinfeld (série télévisée) : Tor Eckman (Saison 2, épisode 11)
- 1993 : When Love Kills: The Seduction of John Hearn (feuilleton TV) : Det. Keefe
- 1993 : Against the Grain (série télévisée) : Niles Hardeman
- 1994 : Blue Skies (série télévisée) : Oak
- 1995 : A Whole New Ballgame (série télévisée) : Dr Warner Brakefield
- 1995 : Dweebs (série télévisée) : Karl
- 1996 : Le Caméléon (série télévisée) : Dr Alan Trader
- 1996 : Mr. Rhodes (série télévisée) : Ray Heary
- 1996 : Night Visitors : Taylor
- 1999 : Ne regarde pas sous le lit (Don't Look Under the Bed) : Michael McCausland
- 2000 : Alien Fury: Countdown to Invasion : B.J. McQueen
- 2001 : The Gene Pool : Walter Westfield
- 2001 : On the Edge : Tom
- 2001 : Black River (en) : Maire
- 2001 : The Day the World Ended : principal Ed Turner
- 2001 : The Lone Gunmen : Au cœur du complot Adam/Charlie dans l'épisode Adam contre Charlie (Madam, I'm Adam)
- 2002 : New York, section criminelle : Jim Halliwell, le pharmacien (saison 2, épisode 6)
- 2002 : Malcolm : Mr. Fisher
- 2003 : Twins
- 2003 : Le Cartel (Kingpin) (feuilleton TV) : Dr Klein's lawyer
- 2003 : Las Vegas (série télévisée) : Tony, le cousin d'Ed Deline (Saison 1, épisode 3)
- 2004 : Les Experts : Miami : Don Haffman (saison 3, épisode 2)
- 2004 : Les Sauvages (Complete Savages): Mr. Frehley (Saison 1,épisode 12)
- 2005 : McBride: The Doctor Is Out, Really Out : Harry Evers
- 2005 :  That '70s Show : le professeur de psychologie de Laurie Forman (Saison 2, épisode 4)
- 2005 : The Closer : L.A. enquêtes prioritaires (série télévisée) : James Bloom (Saison 1 épisode 10)
- 2005 : Deadwood : Commissaire Jarry
- 2006 : Desperate Housewives : Bud Penrod, l'assureur (Saison 2, épisode 22)
- 2007 : Entourage : le maire
- 2007 : Heroes : Bob Bishop
- 2009 : Glee : Sandy Ryerson
- 2010 : New York, unité spéciale : Edwin Adelson (saison 12, épisode 2)
- 2011-2014 : Californication : Stu Beggs
- 2014 : The Hotwives : Phil
- 2015 : Another Period : Thomas Edison
- 2016 : Silicon Valley : Jack Barker
- 2017 - 2020 : Au fil des jours : Dr Berkowitz (patron de Pénélope)
- 2019 : New York, unité spéciale: Mr. Keyman (saison 20, épisode 20)

### Comme réalisateur
- 1988 : Two Idiots in Hollywood (en)
- 2005 : A Host of Trouble

### Comme scénariste
- 1986 : True Stories

### Comme compositeur
- 1988 : Two Idiots in Hollywood (en)

## Voix francophones
En France, Bernard Alane est la voix régulière de Stephen Tobolowsky. 
En France
| - Bernard Alane dans : - À la Maison-Blanche (série télévisée) - Garfield - McBride : Secret médical (téléfilm) - Deadwood (série télévisée) - Desperate Housewives (série télévisée) - Blind Dating (version VOD, doublage tardif de 2017) - How I Met Your Mother (série télévisée) - Big Day (série télévisée) - Boston Justice (série télévisée) - Raines (série télévisée) - John from Cincinnati (série télévisée) - Les Experts (série télévisée) - Heroes (série télévisée) - Beethoven : Une star est née ! - Hors du temps - New York, unité spéciale (série télévisée) - Glee (série télévisée) - The Mindy Project (série télévisée) - Justified (série télévisée) - Californication (série télévisée) - The Hotwives of Orlando (série télévisée) - Blunt Talk (série télévisée) - Silicon Valley (série télévisée) - White Famous (série télévisée) - The Madness (mini-série) - Freaky Friday 2 : Encore dans la peau de ma mère - Michel Papineschi dans : - J.F. partagerait appartement - Héros malgré lui - Un jour sans fin - La Fracture - Jean-Luc Kayser dans : - Mississippi Burning - Wedlock - Buried - Jacques Bouanich dans : - Great Balls of Fire! - Les Experts - My Father, ce héros - Edgar Givry dans : - Comme un oiseau sur la branche - Rendez-vous avec une star | - Jean-Pierre Denys dans : - Roxy est de retour - Dead Zone (série télévisée) - Patrick Préjean dans : - Les Aventures d'un homme invisible - The Practice : Donnell et Associés (série télévisée) - Nicolas Marié dans : - Basic Instinct - Miss FBI : Divinement armée - Gabriel Le Doze dans : - Ghost Whisperer (série télévisée) - Bande de sauvages Et aussi - Mario Santini (*1945 - 2001) dans Philadelphia Experiment - Érik Colin (*1947 - 2013) dans Drôle d'amour - Jean-Jacques Moreau dans Un héros comme tant d'autres - Emmanuel Liénart (*1954 - 2015) dans Break Out (1992 - 1er doublage, 2000) - Denis Boileau dans Dr. Jekyll et Ms. Hyde - Philippe Crubézy dans Black Dog - Daniel Kenigsberg dans Memento - Jean-Michel Farcy dans L'enfant qui venait d'ailleurs (téléfilm) - Pierre Laurent dans Coup monté - Joël Martineau dans Freaky Friday : Dans la peau de ma mère - Jean-Marie Galey dans Les Experts : Miami (série télévisée) - Patrick Borg dans Les Ex de mon mec - Georges Caudron (*1952 - 2022) dans Les Sauvages (série télévisée) - Jean-François Kopf dans The Closer : L.A. enquêtes prioritaires (série télévisée) - Philippe Catoire dans Au fil des jours (série télévisée) - Michel Laroussi dans Grace et Frankie (série télévisée) - Philippe Peythieu dans The Cool Kids (en) (série télévisée) - Frédéric Cerdal dans Minx - Guy Chapellier dans Une famille vraiment Loud (série télévisée) |

Au Québec
| - Carl Béchard dans : - Un vendredi dingue, dingue, dingue - Le Jour de la marmotte - Jeune Femme cherche colocataire - L'Ombre blanche - Le Temps n'est rien - Pierre Chagnon dans : - Garfield : Le Film - M. Magoo - Heros sans patrie - Manigance - Thiéry Dubé dans : - Enterré - Les Fous de la moto | Et aussi - Pierre Auger dans Les Country Bears - Marc-André Bélanger dans Le Petit Carnet noir - Marc Bellier dans L'Expérience de Philadelphie - René Gagnon dans Heros - Sylvain Hétu dans Blind Dating - Jacques Lavallée dans Histoire de jouets : Angoisse au motel (voix) - Patrick Peuvion dans Les Mémoires d'un homme invisible - Daniel Picard dans Traquer - Alain Zouvi dans L'Initié |